# Hästskotjärnen (Åre socken, Jämtland, 704343-135704)
Hästskotjärnen är en sjö i Åre kommun i Jämtland och ingår i Indalsälvens huvudavrinningsområde. Sjön har en area på 0,127 kvadratkilometer och ligger 842,3 meter över havet. Sjön avvattnas av vattendraget Husåbäcken.

## Delavrinningsområde
Hästskotjärnen ingår i det delavrinningsområde (704311-135897) som SMHI kallar för Mynnar i Husån. Medelhöjden är 775 meter över havet och ytan är 17,24 kvadratkilometer. Det finns inga avrinningsområden uppströms utan avrinningsområdet är högsta punkten. Husåbäcken som avvattnar avrinningsområdet har biflödesordning 3, vilket innebär att vattnet flödar genom totalt 3 vattendrag innan det når havet efter 324 kilometer. Avrinningsområdet består mestadels av skog (22 procent), sankmarker (16 procent) och kalfjäll (59 procent). Avrinningsområdet har 0,39 kvadratkilometer vattenytor vilket ger det en sjöprocent på 2,2 procent.